# Cherrie Vangelder-Smith
Cherrie Vangelder-Smith (eigentlich Hetty Smit, * 1950 in Amsterdam) ist eine niederländische Sängerin.

## Biografie
1972 war Vangelder-Smith Mitglied der Band „Cardinal Point“. Ein Jahr später wechselte sie zur Formation „Album“, 1974 zu „Mailbag“ und schließlich, im Jahr 1975, zu „Cherie“. In diesen Jahren veröffentlichte sie außerdem diverse, von ihrem damaligen Lebenspartner Jaques Zwart geschriebene und produzierte Solotitel, darunter Goodbye (Guitarman), mit dem Vangelder-Smith im Oktober 1973 in der ZDF-Musiksendung disco auftrat, und Silverboy, das 1974 Platz 16 der niederländischen Charts erreichte. Nachdem die 1980er Single Sitting in the Cafe keine Beachtung gefunden hatte, sang sie 1981 in der „Heavy Smith Band“, deren Lied Life of a Fool allerdings floppte. Spätere Veröffentlichungen gab es nicht.

## Diskografie
Singles
- 1972: Love Me Forever
- 1973: Silverboy
- 1973: Goodbye (Guitar Man)  – in UK als Goodbye Guitar Man[2]
- 1974: Jokers
- 1975: Rock’n’Roll Revival
- 1980: Sitting in the Cafe